# 나라야마 부시코
《나라야마 부시코》(楢山節考)는 1983년 일본에서 개봉한 영화이다. 감독은 이마무라 쇼헤이, 주연은 오가타 켄이다.

## 내용
영화 나라야마 부시코는 일본의 영화감독인 이마무라 쇼헤이의 작품으로, 칸영화제에서 황금종려상을 수상하였다.
우바스테야마나 오바스테 산같은 전설을 바탕으로 하여 자연에 순응하는 일가의 비극적 운명과 끈질인 인간의 생명력을 보여준다.

## 줄거리
산으로 둘러 싸인 작은 산이 있다. 그 산에 사는 사람들은 자급자족 생활을 하며, 가난을 극복하기 위한 엄연한 규칙으로 ‘결혼은 장남만 할 수 있다’, ‘다른 집의 식량을 훔치는 것은 중죄이다’, ‘70세를 넘은 노인은 의식에 따라 버려야 한다’가 있다.

## 출연진
- 오가타 겐 - 다쓰헤이
- 사카모토 스미코 - 오린
- 바이쇼 미츠코 - 오에이

## 수상
- 1983년 제36회 칸영화제
  - 황금종려상 《이마무라 쇼헤이》